# Hochbahn Sankt Petersburg
Die Sankt Petersburger Hochbahn (russisch Надзе́мный экспре́сс – Nadsemny Ekspress, wörtlich Hochexpress) war ein geplantes Stadtbahnsystem der russischen Stadt Sankt Petersburg. Es sollte ursprünglich in Ergänzung zum bestehenden Metronetz der Stadt ab etwa 2011 streckenweise eröffnet werden. Inzwischen wurden die Baupläne für die Hochbahn auf Eis gelegt.

## Idee

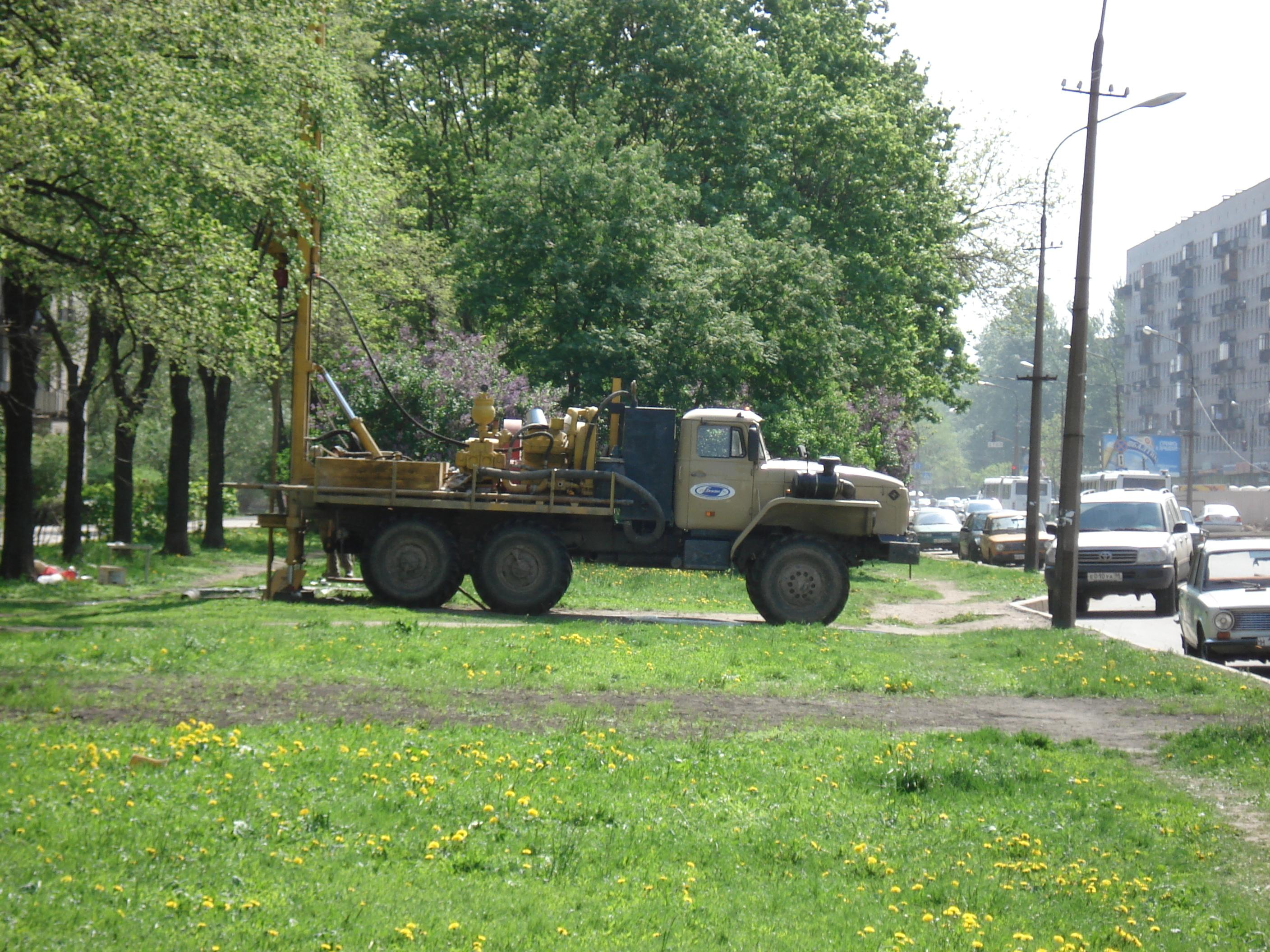
Baugrunduntersuchungen 2007 am Datschny-Prospekt, wo unter anderem die erste Hochbahnteilstrecke verlaufen soll

Die Petersburger Hochbahn ist als eine vergleichsweise kostengünstige und dennoch gleichwertige Alternative zu bestimmten, lange geplanten, aber aus Geldmangel immer noch nicht realisierten U-Bahnstrecken gedacht. Insbesondere sollen mit dem Bau der Hochbahn Lücken in den öffentlichen Verkehrsverbindungen zwischen verschiedenen Gebieten am Stadtrand geschlossen werden, da die Metro zwar die Außenbezirke mit der Innenstadt verbindet, jedoch bisher kaum Querverbindungen zwischen Außenbezirken aufweist. Zusätzlich sollen später auch die Vorstadt Peterhof sowie der Flughafen Pulkowo durch einen Hochbahnanschluss an das Schnellverkehrsnetz der Stadt angebunden werden. Die kurz- und mittelfristigen Bauvorhaben der Metro sollten nach Plänen von dem geplanten Bau der Hochbahn unberührt bleiben.

## Das System
Technisch handelt es sich bei der geplanten Hochbahn um ein Schnellverkehrssystem, das mit einer Stadtbahn, teilweise auch mit einer S- oder U-Bahn vergleichbar ist. Der größte Teil der Strecke soll auf speziell errichteten Hochbahnviadukten verlaufen und somit vollständig kreuzungsfrei sein (ähnlich der Butowskaja-Linie der Moskauer Metro), allerdings sind auch einige ebenerdige Haltestellen vorgesehen. Welche Fahrzeugtypen auf der Petersburger Hochbahn zum Einsatz kommen werden, steht noch nicht fest, die Stromabnahme soll aber aufgrund teilweise ebenerdiger Abschnitte über eine Oberleitung erfolgen.

## Bauabschnitte

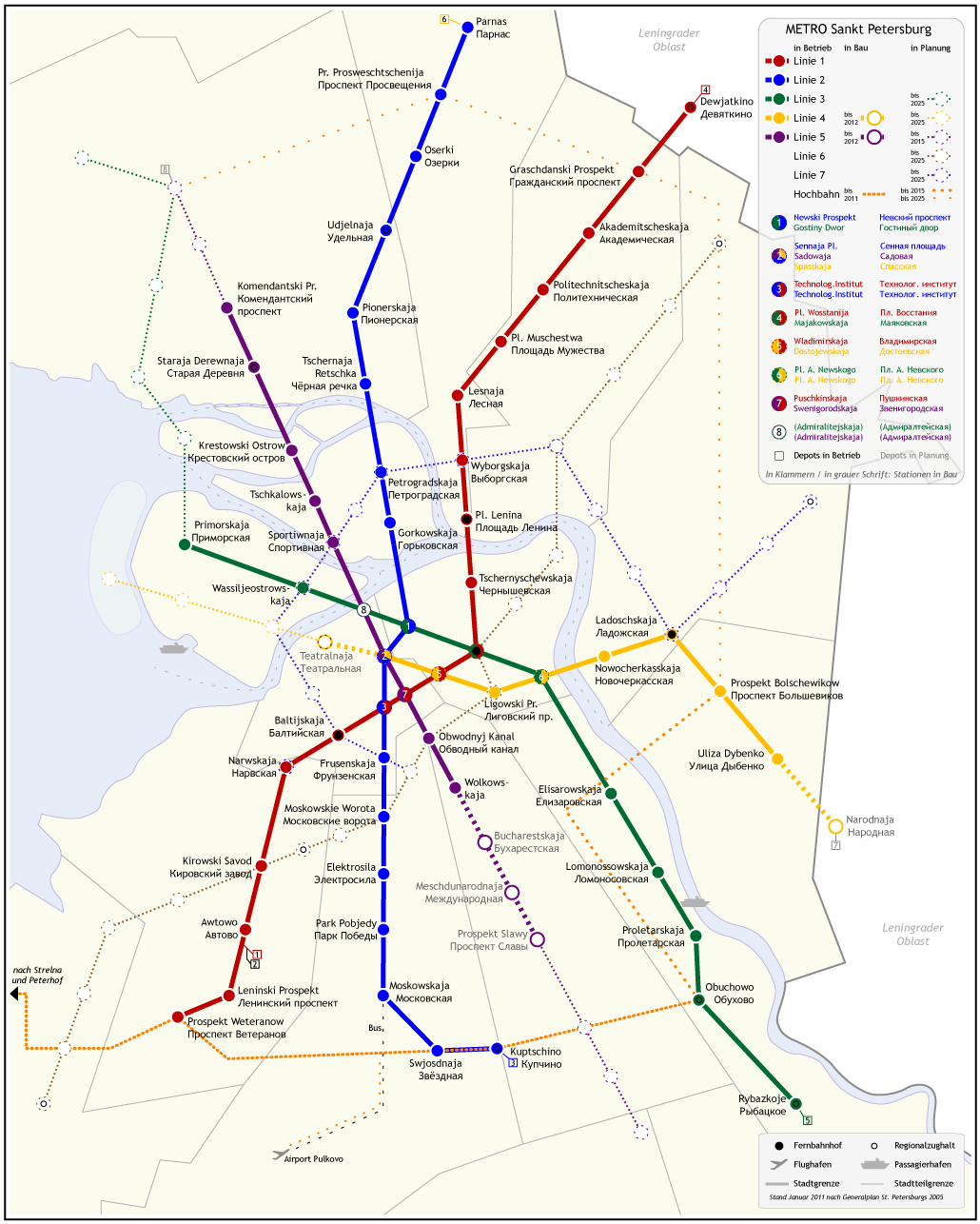
Netz der Petersburger Metro mit der geplanten Strecke der Hochbahn (Orange gepunktet)

Der erste Bauabschnitt beginnt westlich des Ortsteiles Sosnowaja Poljana an der Petershofer Chaussee. Hier entsteht zurzeit ein großer neuer Stadtteil.
Die Strecke führt von hier über die Uliza Pionerstroja nach Süden und dann über den Prospekt Weteranow zur gleichnamigen Metrostation. Hier wird der wichtigste Umsteigepunkt der Linie liegen. Der gesamte südwestliche Stadtraum wird an dieser Haltestelle an das Metronetz angebunden. Bisher haben diese jüngeren Wohngebiete nur Straßenbahnanschluss sowie Marschrutki- und Autobusverbindungen zur Metro. Diese Verkehrsträger sind aber durch die hohe Verkehrsdichte sehr langsam. Eine neue Metrolinie in den Südwesten ist erst für die Zeit um 2025 vorgesehen. Über den Datschny-Prospekt führt die Trasse nach Südosten und erreicht die Station Datschnoje. Hier besteht Anschluss an die Vorort- und Regionalzüge der Eisenbahn. Die Trasse führt noch etwas weiter Richtung Südosten und dann Richtung Osten zum verlängerten Dunajski-Prospekt. Hier besteht auch die Möglichkeit, später einen Abzweig zum nahe gelegenen Flughafen Pulkowo zu errichten. Entlang des Dunajski-Prospekts werden die Metrostationen Swjosdnaja und Kuptschino erreicht und weiter im Osten auch die Metro- und Regionalbahnstation Obuchowo. Diese Planungsvariante ist 21 km lang. Insgesamt sind dabei 21 Stationen geplant.
Die Vorbereitungen für die Bauarbeiten des ersten Bauabschnitts gab es schon 2008. Ursprünglich sollte er Ende 2010 oder Anfang 2011 in Betrieb gehen. Eine Erweiterung der Strecke Richtung Westen vorbei am Konstantinpalast zur Regionalbahnstation Strelna könnte gleich parallel realisiert werden. Diese Erweiterung hat eine Länge von etwa 6 km. Eine Weiterführung der Strecke zum nahegelegenen Ortsteil Petrodworez und dem Park Peterhof ist ohne großen Aufwand möglich.
Für den Betrieb der Strecke soll auch ein privater Investor mittels eines Wettbewerbs bestimmt werden. Die Stadt verhandelt darüber mit den weltweit führenden Herstellern von Schienenfahrzeugen: Siemens, Bombardier, Škoda, Alstom, Mitsui und Dedal.
Neben dieser Strecke war im Generalplan der Stadt Sankt Petersburg, aufgestellt im Jahr 2005, eine zweite Variante angedacht. Sie sollte an gleicher Stelle beginnen, um ebenso möglicherweise nach Westen erweitert werden zu können. Allerdings sollte Richtung Osten eine nördliche Trasse über den Leninski-Prospekt zur gleichnamigen Metrostation, die Krasnoputilowskaja Uliza und den Ploschtschad Pobedy, die Uliza Ordschonikidse, Uliza Dimitrowa sowie Bucharestskaja Uliza zum Dunajski-Prospekt und weiter nach Obuchowo geführt werden. Die Streckenlänge entspricht etwa der nun gewählten Variante. Gegen diese Variante sprach allerdings, dass weniger Metrostationen erreicht werden und vor allem, dass in der nun zu realisierenden Variante mehr Baufreiheit herrscht. Die geplante Trasse führt zum großen Teil durch unbebautes Gebiet oder über bereits sehr breit angelegte Straßenzüge. Außerdem ermöglicht sie eine einfache Erschließung des Flughafens.
Der zweite Bauabschnitt soll ab Obuchowo parallel zur Eisenbahn nach Norden führen, und in der Nähe der Metrostation Jelisarowskaja am Bolschoi-Smolenski-Prospekt auf einer neuen Brücke die Newa überqueren. Über die Uliza Kolpontai wird ebenso die Metrostation Prospekt Bolschewikow erreicht. Diese Etappe mit einer Länge von 11 km war für etwa 2015 vorgesehen.
Langfristig soll von hier aus die Strecke in nördlicher Richtung über den Industrialny-Prospekt, parallel zur Eisenbahn durch den Ortsteil Rutschi zur Metrostation Graschdanski-Prospekt geführt werden und weiter Richtung Westen über den Prospekt Prosweschtschenija, durch die Ortsteile Oserki und Schuwalowo zu den geplanten Neubaugebieten am nördlichen Ende des Komendantski-Prospekts. Mit diesen 26 Streckenkilometern würde ein Halbring entlang der nördlichen, der östlichen und der südlichen Grenze des eigentlichen Stadtgebiets Sankt Petersburgs entstehen.

## Aussetzung des Projekts
Unter anderem infolge der durch die internationale Wirtschaftskrise bedingten Finanzierungsschwierigkeiten, aber auch wegen der für den Denkmalschutz der Stadt teils umstrittenen Linienführung wurde ab 2009 immer wieder angekündigt, dass die ursprünglichen Fertigstellungstermine nicht eingehalten werden können. Schließlich gab die Stadtverwaltung im Oktober 2009 bekannt, dass das Projekt nunmehr auf unbestimmte Zeit eingefroren werde.